# Everlövs landskommun
Everlövs landskommun var en tidigare kommun i dåvarande Malmöhus län.

## Administrativ historik
Kommunen bildades i Everlövs socken i Torna härad i Skåne när 1862 års kommunalförordningar trädde i kraft.
Vid kommunreformen 1952 uppgick kommunen i Blentarps landskommun som 1974 uppgick i Sjöbo kommun.